# Norra Wei
Norra Wei (北魏) var en dynasti i norra Kina från 386 till 534. Det var den långvarigaste av de dynastier som xianbei-folket grundade under De sydliga och nordliga dynastierna. Kejsarhuset bestod av en familj som tagit namnet Taghbac, även känd som Tuoba på kinesiska, som även tidigare etablerade riket Dai (315–376).
År 439 erövrar Norra Wei' staten Norra Liang vilket ledde till att norra Kina återförenades.